# Hybomitra rupestris
Hybomitra rupestris är en tvåvingeart som först beskrevs av Mcdunnough 1921.  Hybomitra rupestris ingår i släktet Hybomitra och familjen bromsar. Inga underarter finns listade i Catalogue of Life.